# Musculus palatopharyngeus
Der Musculus palatopharyngeus (lat. für „Gaumen-Rachen-Muskel“) ist ein Skelettmuskel des Kopfes und bildet die muskulöse Grundlage des hinteren Gaumenbogens (Arcus palatopharyngeus). Er entspringt an der Gaumenaponeurose (Aponeurosis palatina) und setzt an Rachendach und Schildknorpel an. 
Am Ursprung ist der Muskel durch den Musculus levator veli palatini und den Musculus uvulae in zwei Stränge geteilt. Der hintere Strang steht in engem Kontakt zur Schleimhaut des Rachens. Der dickere Vorderstrang liegt im weichen Gaumen zwischen Musculus levator veli palatini und Musculus tensor veli palatini. Beide Stränge vereinigen sich in der Medianebene mit der entsprechenden Portion der Gegenseite. Der Musculus palatopharyngeus zieht hinter der Gaumenmandel seitlich abwärts und vereinigt sich vor seinem Ansatz mit dem Musculus stylopharyngeus.
Der Muskel hebt den Zungengrund an, verschließt beim Schluckakt die Mundenge (Isthmus faucium) und senkt den Gaumen. Die Innervation erfolgt über den Nervus vagus, die Nervenfasern stammen aber aus der Radix cranialis des Nervus accessorius.